# 聖安德魯斯球場
聖安德魯斯球場（St Andrew's）位於英格蘭內小希夫地區，距離市中心東南約1.5英哩，處於工廠、鐵路與民居之間，是伯明翰城的主場球場，容量剛剛超過30,000人。

## 歷史
1906年伯明翰城從孟茲街舊球場遷入聖安德魯斯，首場比賽於12月26日舉行，0-0打和。聖安德魯斯最高入場人數創於1939年足總杯第五圈對的比賽，共有66,844名觀眾。
聖安德魯斯一直流傳遭受吉普賽人的詛咒，起源可能是興建球場前將一群吉普賽人強迫遷離居住的地方。1980年代的領隊朗·桑達士嘗試將十字架置於汛光燈及命令球員球員將球靴底部塗在紅色，用來對抗詛咒。同樣地，巴利·費利在比賽場地四角撒尿希望改善球隊的命運。
二次大戰期間遭納粹德國廣泛空襲，聖安德魯斯暫時封閉。1941年聖安德魯斯主看台發生小火，但一名消防隊目誤將一桶電油當作水潑向火場，主看台被嚴重焚燬。在1950及60年代，鐵路看台及主看台曾經重建，隨著球隊的戰績下沉，聖安德魯斯亦變得老舊。在1985年5月11日巴拉福特球場火警的同一日，伯明翰城與的球迷在聖安德魯發生衝突，一幅牆壁倒塌導致一名觀眾死亡。
1993年3月大衛·蘇利雲及高特兄弟入主球隊，三人從事色情出版業致富，徹底改變伯明翰城的命運。球場上伯明翰城逐漸打出成績並能穩守超聯席位。而聖安德魯斯亦開始現代化，從1994年開始耗資1,000萬英鎊重建古老的客隊看台及泰頓道梯階看台（Tilton Road terrace）。在泰萊報告發表後，聖安德魯斯的新看台採用同期最流行的環形設計，為單層全坐席，類似的河畔球場或小型版的。1998-99年重建鐵路看台為8,000座看台，包括新的球員更衣室及辦公設施，其上層看台被稱為奧林匹克樓座。
伯明翰城正計劃興建一座包含賭場的50,000座名為伯明翰市運動場的新球場代替聖安德魯。2006年為慶祝聖安德魯百周年而有連串活動。